# David Komatz
David Komatz (Rottenmann, 10 december 1991) is een Oostenrijkse biatleet.

## Carrière
Komatz maakte zijn wereldbekerdebuut in januari 2014 in Oberhof. In maart 2014 scoorde hij in Oslo zijn eerste wereldbekerpunten. Op de wereldkampioenschappen biatlon 2016 in Oslo eindigde de Oostenrijker als 41e op de 20 kilometer individueel.
In Pokljuka nam Komatz deel aan de wereldkampioenschappen biatlon 2021. Op dit toernooi veroverde hij samen met Simon Eder, Dunja Zdouc en Lisa Hauser de zilveren medaille op de gemengde estafette.

## Resultaten

### Wereldkampioenschappen
| Jaar | Plaats   | Onderdeel   | Onderdeel | Onderdeel     | Onderdeel  | Onderdeel | Onderdeel          | Onderdeel                 | Onderdeel |
| Jaar | Plaats   | Individueel | Sprint    | Achtervolging | Massastart | Estafette | Gemengde estafette | Single gemengde estafette |           |
| ---- | -------- | ----------- | --------- | ------------- | ---------- | --------- | ------------------ | ------------------------- | --------- |
| 2016 | Oslo     | 41e         | –         | –             | –          | –         | –                  |                           |           |
| 2021 | Pokljuka | –           | –         | –             | –          | –         | Zilver             | –                         |           |

### Wereldbeker
Eindklasseringen
| Seizoen   | Algemeen | Individueel | Sprint | Achtervolging | Massastart |
| --------- | -------- | ----------- | ------ | ------------- | ---------- |
| 2013/2014 | 56e      | –           | 59e    | 65e           | 29e        |
| 2014/2015 | 73e      | 60e         | 71e    | 69e           | –          |
| 2015/2016 | 82e      | 46e         | –      | –             | –          |
| 2016/2017 | 84e      | –           | 72e    | –             | –          |